# Kungariket Africa

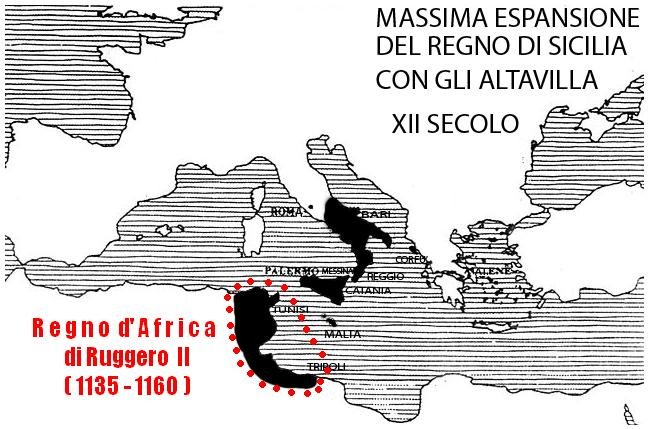
Kungariket Africa.

Kungariket Africa var en del av kungariket Sicilien i den forna romerska provinsen Africa (Ifriqiya), ett område motsvarande Tunisien, östra Algeriet och västra Libyen, mellan 1148 och 1160. 
Sicilien erövrade området från Ziriderna under Roger II av Sicilien, som utropades till kung av Africa. Sicilien och Africa utgjorde sedan en personalunion. Sicilien behärskade Africa genom militära garnisoner i städerna, utkrävde skatt och beskyddade kristna, men i övrigt styrdes landet fortsatt av den lokala muslimska aristokratin.  
Kungariket erövrades från Sicilien av Almohaderna 1160, och erkändes slutligen som förlorat efter freden 1180.